# Parastasia nigromaculata
Parastasia nigromaculata är en skalbaggsart som beskrevs av Blanchard 1851. Parastasia nigromaculata ingår i släktet Parastasia och familjen Rutelidae. Inga underarter finns listade i Catalogue of Life.